# Баризоне II (Галлура)

Юдикаты средневековой Сардинии

Баризоне II (Barisone II) (ум. 1203) — судья Галлуры с 1173.
Сын и преемник Костантино II.
Был женат на Одолине ди Лакон. У них был единственный ребёнок, дочь Елена.
Чтобы упрочить её наследственные права, Баризоне II незадолго до смерти принёс лённую присягу папе Иннокентию III в надежде на его защиту.
Однако в 1206 году в Галлуру вторглись пизанцы. Они заставили юдикессу Елену выйти замуж за Ламберто Висконти ди Элдицио, который и провозгласил себя судьёй.